# Балкон

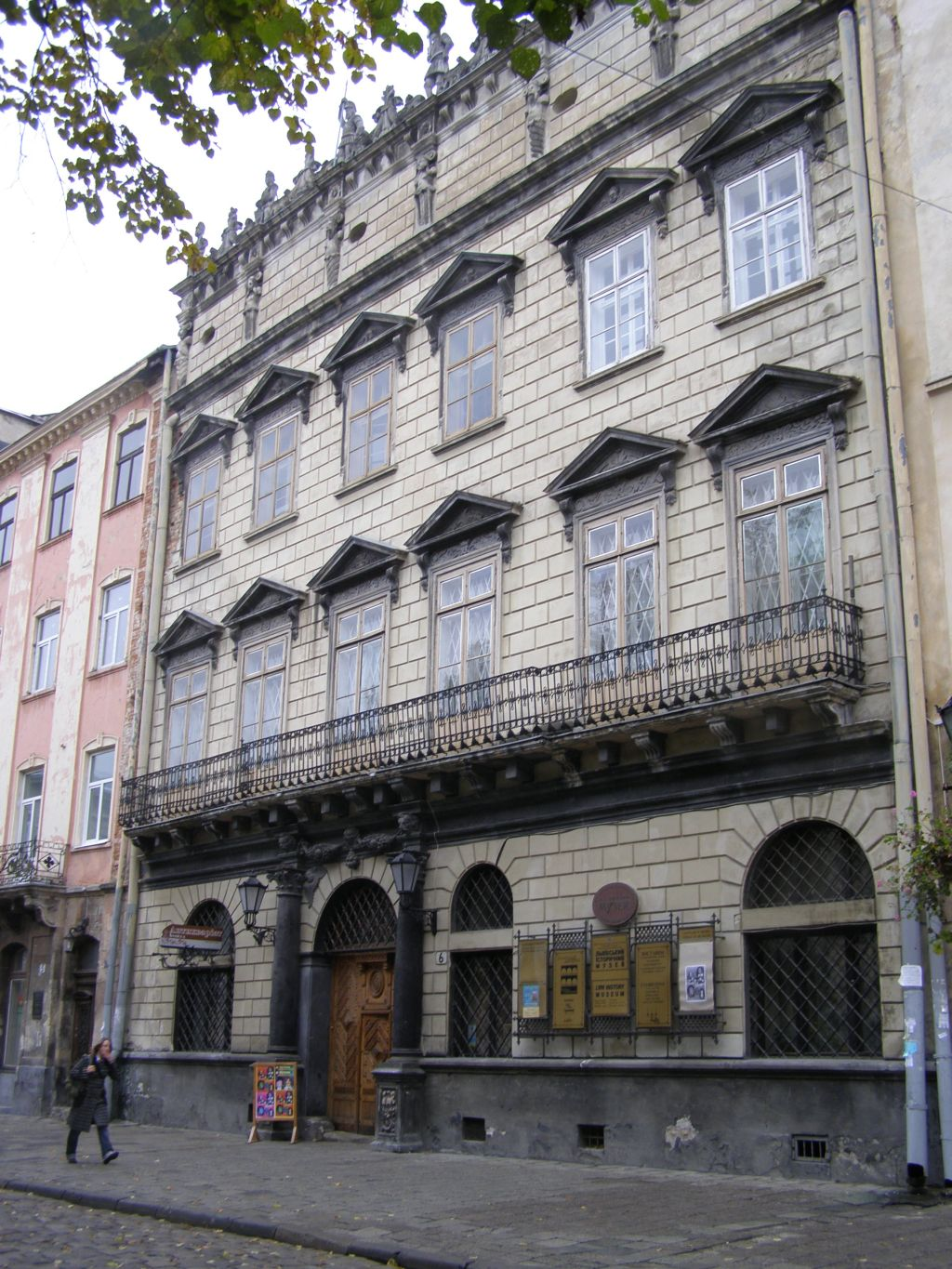
Фасад і балкон Палацу Корнякта в Львові

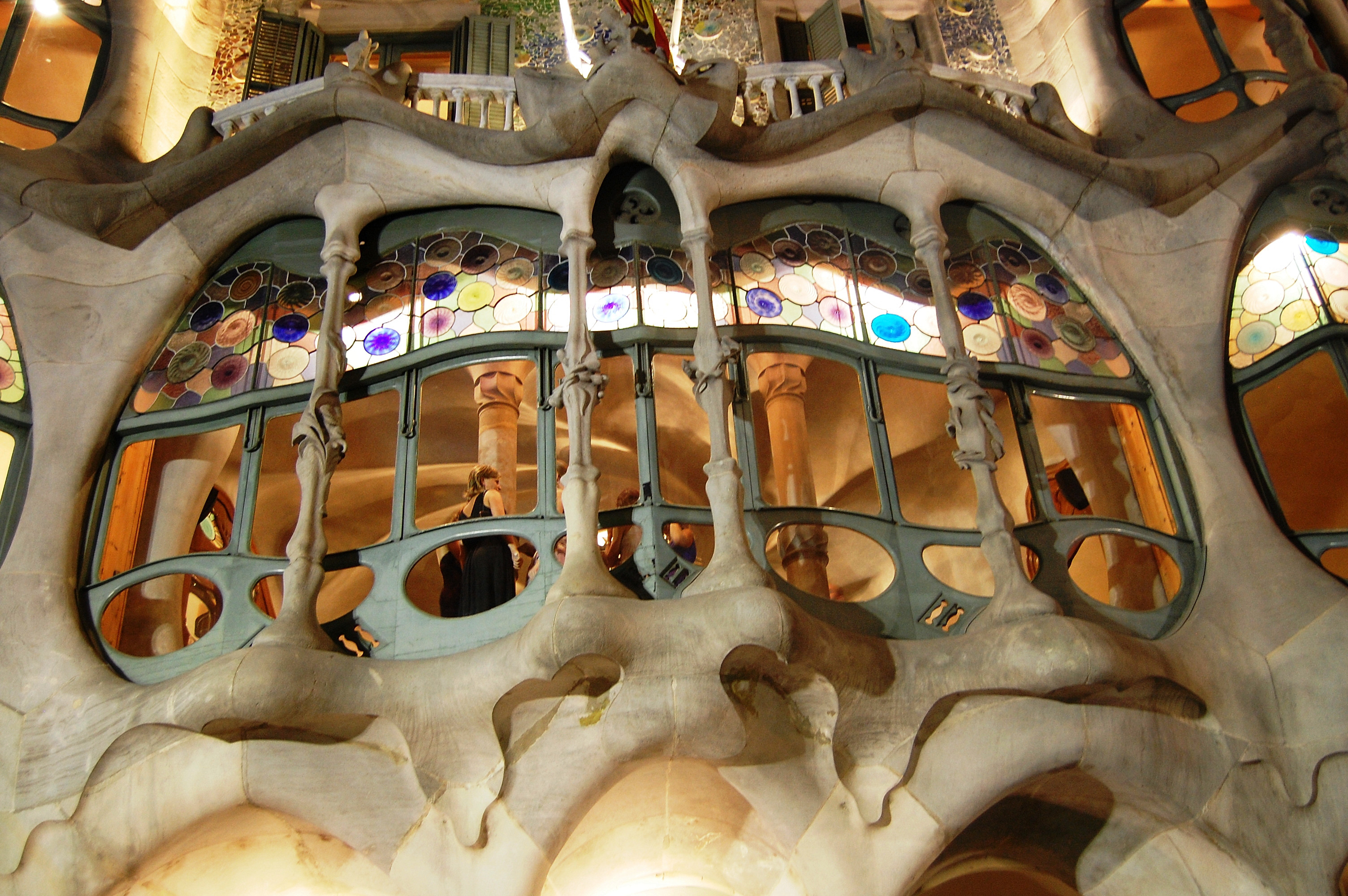
Чудернацький балкон архітектора Гауді Антоніо

Балко́н, балькон (фр. balcon < італ. balcone < дав.-в.-нім. balko — «балка», «колода») — виступаючий з площини стіни фасаду огороджений майданчик, який слугує для відпочинку в літню пору року. Балкони обладнані поручнями (або низькими стійками) і сполучені дверима з внутрішнім приміщенням.
У театрі балкон — місця для глядачів у середніх і верхніх ярусах.